# Цервикофацијални лимфангиом
Цервикофацијални лимфангиом  је бенигна васкуларна малформација, или туморско обољење лимфних судова које се јавља у пределу главе и врата,  и изазива  опструктивне симптоме у горњим дисајним путевима, као и естетске аномалије. Ова малформација  је ретка а јавља се у пределу главе и врата у више од 70% случајева.
Цервикофацијални лимфангиом се примећује пре рођења, по рођењу или у првих неколико месеци живота.  По рођењу или у првих неколико месеци живота јавља се у мање од 50% случајева а у доби од 2 године у 80-90% случајева. Почетни изглед цистичног хигрома или лимфангиома у одраслом добу је мање уобичајен. Стопа раста ове неоплазме је променљива. Споро напредовање праћено псеудорегресијом на крају доводи до поновног појављивања. Брз раст или нагомилавање лимфе или крви често је повезано са директном инфекцијом,  траумом или секундарном респираторном или кожном инфекцијом. Спонтана регресија је пријављена код чак 15% пацијената са цервикофацијалним лимфангиомом. Малигна промена није пријављена.
Без обзира да ли су пацијенти са овом неоплазмом деца или одрасле особе, идентификација туморске масе захтева правовремену дијагнозу и план лечења. Терапија може бити сложена и тешка јер проширење туморске масе често резултује функционалним и козметичким проблемима.
Покушаји класификације како би се направи разлика између капиларних, цистичних и кавернозних облика цервикофацијалног лимфангиома нису дали резултате; јер, хистолошки изглед није увек уједначен, што указује на променљив клинички и патолошки изглед у суштини исте болести. 
Одређивање локације, постојаности, образаца раста и функционалних и козметичких проблема повезаних са лимфангиомом обично захтева потпуну дијагностичку процену. Проактивна терапија изабрана на основу пажљиве клиничке процене требало би да прати дијагнозу. Последњих година, склерозирајућа терапија са ОК-432 постала је третман избора у лечењу ових лимфних малформација. Ипак, чини се да је операција и даље терапија избора за решавање симптома. Код рецидива треба размотрити склерозирајућу терапију.

## Епидемиологија

### Фреквенција
Цервикофацијални лимфангиом је неуобичајена промена, која представља мање од 6% бенигних тумора у детињству. Пријављено је инциденца мања од 2,8 на 1.000 становника. 
Нису пријављене сексуалне разлике, превага или склоност према једној страни тела.

### Старост
Ретроспективна студија коју су спровели Cho BC, Kim JB, Lee JW, и сарадници на 40 пацијената са цервикофацијалним лимфним малформацијама показала је да је 73% случајева имало симптоме уназад 2 године.

## Етиологија
Порекло лимфангиома је контроверзно. Теорије укључују лимфангиоме као праве неоплазме, хамартоме или конгениталне дисплазије лимфних жлезда. Да би се утврдила улога ангиогенезе у патогенези лимфангиома, Сидл и сарадници (2005) су испитивали узорке пацијената на експресију фактора раста васкуларног ендотела (ВЕГФ) ангиогеног индуктора и фактора који потиче од пигментног епитела (ПЕДФ) помоћу имунохистохемијске анализе. Процењени су обрасци бојења ВЕГФ и ПЕДФ. Хистолошки докази повећане ангиогенезе, укључујући микроваскуларну густину, стромалну фиброзу и инфламацију, оцењени су у свакој групи и у корелацији са рецидивом.
Узорци лимфангиома су показали хистолошке доказе повећане ангиогене активности укључујући вишеструке области повећаног ВЕГФ бојења у комбинацији са малим ПЕДФ бојењем. Рекурентни узорци су имали повећане хистолошке доказе о ангиогенези, као и повећани ВЕГФ и смањену ПЕДФ активност у поређењу са непоновљивим лезијама.
Они су закључили да лимфангиоми показују туморолику патогенезу захваљујући високој експресији ангиогених индуктора у поређењу са ниском експресијом инхибитора. Ова неравнотежа ангиогених медијатора може утицати на рецидив. Индикована су даља истраживања са антиангиогеном терапијом употребом агенаса као што су ПЕДФ аналози или анти-ВЕГФ рецепторска антитела.
Међутим, већина лекара фаворизује теорију да је диспластично лимфно ткиво издвојено у циљном ткивном простору или органу током развоја фетуса. Сабин (1909) је предложио да лимфни системи потичу из примитивних вена пупањем ендотелних ћелија.  Будући да су југуларне врећице највеће формације, велика учесталост у врату добро уговори са клиничким студијама и искуством. Непотпуно канализација лимфетике изазива опструкцију протока лимфе и цисте или развоја пећине. Ове формације су аналогне кавернозним хемангиома кавернозним крвљу. Циљни органи и ткива укључују ретроперитонеум, грудни зид, плућа, месентери, панкреас, скротум, језик, спрат, гркљан, гркљан, гркљан, пролаз, паротиза, паротиза, акила, дијафрагма, зелену гранд, слезину, лобања , дебело црево, дојке, подружни простор и карлица.
Недавна серија случајева (2013) спроведан на 141 пацијента закључила је да захваћеност дисајних путева због лимфних малформација претежно утиче на усну шупљину и орофаринкс, али да нису примећени случајеви захватања глотиса, субглотиса или трахеје.

## Патофизиологија
Макроскопски, лимфангиоми су велике кавернозне, цистичне или сложене мултилокуларне масе које се протежу у фасцијалне равни ткива. Пацијенти се обично јављају са безболном увећаном масом. Цистични типови се инфилтрирају у околно ткиво помоћу вишеструких екстензија сличних прстима. Унутар ових вишеструких саћастих циста налази се бистра до мутна, понекад крвава, течност конзистенције некуваног беланаца. Зидови цисте су нејасни; пенетрација и декомпресија цисте је честа појава током хируршке ексцизије. У многим случајевима, цервикални фетални лимфангиоомможе се дијагностиковати пре рођења ултразвуком. Пре 30 недеље гестације, лезија грлића материце је скоро увек повезана са хромозомским абнормалностима и урођеним срчаним малформацијама обично у септираном типу. Висока стопа спонтаног побачаја се среће код овог типа.
Различити типови цервикофацијалног лимфангиома су класификовани на следећи начин:
- Лимпхангиом циркумскриптног типа је једноставна површинска црвена макуларна или везикуларна лезија слузокоже или коже.
- Лимфангиома капиларног типа је симплексна лезија проширених капиларних канала.
- Лимфангиома кавернозног типа је симплексна лезија проширених лимфних канала са дубоким проширењем и без формирања цисте.
- Лимпхангиома цистичног типа (цистични хигром) се састоји од великих лимфних циста које се шире у суседне равни меког ткива и добро су дефинисане, ограничене или лобулиране.
- Комплекс лимфангиома се састоји од вишеструких слабо дефинисаних циста које се протежу на више од једне анатомске области, равни ткива или система органа.

### Локација различитих класификација цервикофацијалног лимфангиома
Цистична лимфна малформација је чешћа на врату, док се кавернозни тип обично јавља на уснама, језику, образима и дну уста. Предње две трећине језика су најчешће интраорално место које производи макроглосију. Повећање овог урођеног одмора у горњем аеродигестивном тракту може довести до дистреса дисајних путева, дисфагије, аспирације и потешкоћа у дојењу код детета. Цистични хигрома може бити усамљена или сложена непрозирна маса врата која се шири дуж више равни ткива.
Кавернозни лимфангиом може бити добро ограничен или дифузан. Продужење у кожу производи плавичасту промену боје. Дифузни облик има тенденцију да се инфилтрира у околне равни ткива, око крвних судова и нерава са слабо дефинисаним границама. Пријављен је покушај инсценирања. Овај систем стадијума лимфангиома од ране Т1 до касне Т4 болести и заснива се на козметичким променама, функционалним дефицитима, старости пацијента при постављању дијагнозе и броју укључених места.
Уобичајена места на глави и врату у детињству су вратни део, дно уста и језик. У претходним студијама  цервикофацијалне аномалије су пронађене првенствено на левој страни и у подручју В2-В3 нерава. Орофацијалне манифестације укључују деформацију мандибуле или максиларне чељусти, ротацију и малоклузију (унакрсни загрижај). У студији Орвидаса ет ал, најчешћа укључена локација била је субмандибуларна регија, а затим паротид и образ.

## Клиничка слика
Приближно 90% случајева цервикофацијалног лимфангиома постаје клинички очигледан до треће године живота пацијента. 
Лимфангиом у глави и врату углавном укључује оток или масу која је мека на палпацију и добро ограничена или дифузна. Може имати дефинисане или лоше дефинисане границе и често је повезан са плавичастом дисколорацијом коже. 
Симптоми и налази укључују следеће:
- диплопија
- проптоза
- респираторни дистрес
- дисфагија
- дисфонија

Орофацијалне манифестације укључују деформацију мандибуле или максиларне чељусти, ротацију и малоклузију ( унакрсни загрижај).

## Дијагноза

### Историја болести и физикални преглед
- Пажљиво узети историју болести.
- Урадите комплетан преглед главе и врата, као и општи преглед.
- Лимфангиом у глави и врату углавном укључује оток или масу која је мека на палпацију и добро ограничена или дифузна. Може имати дефинисане или лоше дефинисане границе и често је повезан са плавичастом дисколорацијом.
- Честа је регионална венска конгестија и одсуство бола.
- Уобичајени додатни симптоми и налази укључују диплопију, проптозу, респираторни дистрес, дисфагију и дисфонију.
- Деца са масивним лимфангиомима главе и врата и грудног коша имају већи морталитет и морбидитет. Захватање дисајних путева је важан прогностички фактор.[12]

### Сликовна обрада цервикофацијалног лимфангиома
Сликовне обрада укључују следеће:
- Гутање баријума и/или горње и доње гастроинтестиналне  серије снимања
- Радиографија грудног коша
- Компјутерска томографија (ЦТ) скенирање
- Магнетна резонанца (МРИ)
- Ултрасонографија
- Артериографија
- Скрининг ултрасонографија и МРИ
- Лимфосцинтиграфија
- Нуклеарна магнетна резонанца (НМР) и МРИ

### Остале дијагностичке методе
У зависности од анатомске локације лезије, друге дијагностичке студије могу укључивати следеће:
- Потпуни неуроофталмолошки преглед за орбиталне или централне лезије
- Ларингоскопија, бронхоскопија и/или езофагоскопија за лезије горњег аеродигестивног система
- Ендоскопија абдомена и/или колоноскопија за лезије доњег дела гастоинтестиналног система

### Патохистологија
Патохистолошка дијагноза ткива, као директна и коначна корелација са сликовним студијама, најбоља је и најдоследнија потврда лимфангиома.
Лимфангиоми се хистопатолошки могу класификовати у два типа — кавернозни и цистични тип. Међутим, хистолошке карактеристике оба типа су уобичајени налаз. Кавернозни тип има тенденцију да захвата усне, језик и дно уста. На хистолошком прегледу, ове масе се састоје од проширених цистичних простора који садрже крв или лимфу обложене ендотелним ћелијама са оскудном до густом фиброзном стромом. Типови ћелија у строми укључују лимфоците, лимфно ткиво, масноћу или мишиће. Простори се разликују по величини, од капиларних до кавернозних канала који често подсећају на узорак швајцарског сира. Индискретне ивице без инкапсулације корелирају са грубим изгледом код лобуларних цистичних типова, који имају вишеструка проширења попут прстију у околно ткиво.

## Диференцијална дијагноза
Код деце и одраслих је неопходна диференцијација од других цервикалних урођених маса или малигнитета. Присуство масе у ларинксу или трахеји обично је повезано са компромитацијом дисајних путева и може захтевати диференцијацију од субглотичног хемангиома. Присуство масе на анатомској локацији ствара диференцијалну дијагнозу, посебно када се комбинује са дијагностичким студијама. Цистична природа процеса и плавичаста нијанса често повезана са овим растом често подсећају на карактеристике хемангиома. Лезије на дну уста, посебно када су испупчене у субменталном или субмаксиларном региону, могу симулирати урањајућу ранулу. Друга различита разматрања у области главе и врата/аксиларног региона укључују цисту гранчијег расцепа, цисту тиреоглосалног канала, аксиларну лимфоцелу, варикс, липом, шваном,
Кура и Ране (2011) су документовали случај цервикофацијалне актиномикозе која опонаша лимпхангиома цирцумсцриптум. Представљао се као „квргава вилица“ са дренажним синусима који су испуштали карактеристичне „грануле сумпора“. Добро је реаговао на пеницилин.

## Терапија
Конзервативна терапија
Терапија ласером са угљен-диоксидом била је ефикасна у лијечењу лезија горњих дисајних путева и површинских микроцистичних лезија слузокоже.
Интралезијска склеротерапија Стрептоцоццус пиогенес групе А   хуманог порекла (ОК-432) имала је одређени успех у контроли лимфангиома.
Хируршка терапија
Примарна намера у хируршком лечењу лимфангиома је да се изврши тотална ресекција. Међутим, због величине лезије, локације лезије и мноштва претходно наведених варијабли, потпуна ресекција није увек могућа.
Комбиновани секвенцијални приступ се препоручује за мешовите лезије, као и за опсежне лезије које захватају и слузокожу и мека ткива.
Конкретна хируршка процедура се односи на локацију лимфангиома и укључене структуре.
| Индикације | Контраиндикације |
| --- | --- |
| - Индикације за терапију код новорођенчета са цервикалним лимфангиомом су сложене.Озбиљне козметичке промене не захтевају хитну интервенцију осим ако не дође до функционалног оштећења. - Неуспех да напредује због неефикасног дојења код детета и аспирација и компромитовање дисајних путева током прва 3 месеца живота су јасне индикације за хитну интервенцију. - Брз раст у било ком узрасту је још један показатељ за хитну интервенцију. Процените постојаност или понављање болести у старијим старосним групама према локацији, функционалном губитку и козметичким оштећењима. - Лимфангиом се најбоље лечи хируршком ресекцијом. Међутим, хируршка ресекција може бити повезана са значајним неуролошким дефицитом и високом стопом рецидива лимфангиома, за који се наводи да се приближава 81% код цистичног типа који настаје изнад хиоидне кости. | - Основна контраиндикација за операцију је околност у којој ће даља интервенција резултује озбиљним функционалним или козметичким последицама, чиме ће квалитет живота бити испод стандарда разумног функционалног живота. - Овај проблем се често јавља у клиничким ситуацијама у којима је претходна терапија резултирала значајним компликацијама које су често неуролошке. - Вишеструки рецидиви обично указују на то да је вероватноћа излечења од додатне операције мала. - Ови рецидиви су обично повезани са лимфангиомима дијагностикованим код пацијената млађих од 1 године или са лимфангиомима који захватају усну, хипофаринкс, ларинкс, језик и дно уста. |